# Hans Doorewaard
Hans Doorewaard (1948) is een Nederlands bedrijfskundige, werkzaam als hoogleraar aan de Radboud Universiteit Nijmegen en gespecialiseerd in organisatie-ontwikkeling, humanresourcemanagement en onderzoeksmethodologie. 
Doorewaard werkte sinds begin jaren tachtig bij het Sociologisch Instituut aan de Katholieke Universiteit Nijmegen (de huidige Radboud Universiteit Nijmegen). In januari 1998 promoveerde hij in Nijmegen op het proefschrift De vanzelfsprekende macht van het management : een verkennend onderzoek naar hegemoniale aspecten van de macht van het management bij automatisering.. In 2000 werd hij hoogleraar organisatie-ontwikkeling aan de Faculteit der Managementwetenschappen van de Radboud Universiteit Nijmegen. Hij doet onderzoek naar en publiceert over gender in organisaties, organisatieverandering, onderzoeksmethodologie en emoties in organisaties.

## Publicaties
- Management en arbeidssituatie in administratieve werksferen : verslag van de methode, Katholieke Universiteit Nijmegen, 1983
- Marxisme en sociologie : bijdragen van de sessie "Marxisme" van de Sociologendagen 1984, Katholieke Universiteit Nijmegen, 1984
- Integraal automatiseren: De rol van P&O-management bij automatisering, in samenwerking met Harrie Regtering, Kluwer, 1995
- Organisatieontwikkeling en human resource management, in samenwerking met Willem de Nijs, Lemma, 2004
- Het ontwerpen van een onderzoek, in samenwerking met Piet Verschuren, Boom/Lemma, 2005